# Asplenium fengyangshanense
Asplenium fengyangshanense là một loài thực vật có mạch trong họ Aspleniaceae. Loài này được Ching & C.F. Zhang miêu tả khoa học đầu tiên năm 1983.